# Ван Ос, Тини
Мартинюс Корнелис (Тини) ван Ос (нидерл. Martinus Cornelis "Tini" van Osch; родился 11 июля 1935 года, Эйндховен) — нидерландский футболист, игравший на позициях крайнего нападающего и полузащитника. Наиболее известен как игрок клуба НОАД из Тилбурга, в составе которого выступал на протяжении восьми лет, играл также за команды «Брабантия» и ПСВ из Эйдховена.

## Карьера
Тини ван Ос начинал футбольную карьеру в команде «Брабантия» из Эйндховена, в составе которой дебютировал в возрасте восемнадцати лет. Его отец Мартин и дядя Алберт также в своё время выступали за этот клуб — девять сыновей Мартина пошли по стопам отца, но только шестеро из них выступали за основной состав. В феврале 1955 года «Брабантия» лишила членства четверых футболистов — Тини, Франса и Шарля ван Ос, а также их двоюродного брата Хейна Моллена. Игроки были недовольны экспериментами комитета клуба, но руководство решило не удовлетворять их пожелания.
В июле 1955 года Тини и Хейн заключили контракт с клубом НОАД из Тилбурга. В переходном сезоне 1955/56 их команда заняла 9-е место в группе А чемпионата и по итогам стыковых матчей получила право выступать в новом турнире — Эредивизи, едином чемпионате страны. Первую игру в новом чемпионате ван Ос провёл 2 сентября 1956 года против клуба БВК Амстердам — на стадионе «Индюстристрат» его команда уступила гостям со счётом 1:3. Первый гол в сезоне забил 28 октября в ворота «Рапида», всего нападающий отметился 9 голами в 32 матчах чемпионата — НОАД в первом в истории сезоне Эредивизи занял 12-е место. За четыре сезона в Эредивизи ван Ос сыграл 124 матча и забил 28 голов за НОАД — в сезоне 1960/61 его команда заняла последнее место в чемпионате и навсегда покинула высший дивизион страны.
В июле 1961 года перешёл в ПСВ из Эйндховена, который заплатил за него 30 тысяч гульденов. В новой команде официально дебютировал 17 декабря в матче чемпионата против клуба «Фортуна '54», появившись на замену вместо полузащитника Рула Вирсмы. Свой второй матч в сезоне Тини сыграл только 14 мая 1962 года, выйдя в стартовом составе в предпоследнем туре чемпионата с «Фортуной '54». В июне того же года по просьбе ван Оса клуб выставил его трансфер, но покинуть команду ему удалось только спустя год, вернувшись в свой бывший клуб НОАД.

## Личная жизнь
Тини родился в июле 1935 года в городе Эйндховен. Отец — Мартинюс Корнелис ван Ос, был родом из деревни Варле, которая находится рядом с Эйндховеном, мать — Йоханна Гертрёйда Стофмел, родилась в городе Бреда. Помимо Тини, в их семье было ещё тринадцать детей — восемь сыновей и пять дочерей.
Работал в компании «Philips».